# Euchloe penia
Euchloe de penia é uma borboleta da família Pieridae. Ela é encontrada na República da Macedónia, Bulgária, Grécia, Turquia, Líbano, Síria e no norte do Iraque. O habitat natural localiza-se em áreas rochosas secas e quentes.
As larvas alimentam-se de espécies de Matthiola, incluindo M. tessela e M. fruticulosa.

## Subespécies
- Euchloe de penia de penia
- Euchloe de penia taleschicus de Volta E Leestmans, 2001
- Euchloe de penia thessalica (Mezger, 1936)